# Ben Shepherd
Ben Shepherd, nome completo Hunter Benedict Shepherd (Okinawa, 20 settembre 1968), è un bassista statunitense, famoso per essere stato uno dei componenti dei Soundgarden dal 1990 al 1997, e dal 2010 fino allo scioglimento definitivo del gruppo nel 2017.

## Biografia
Nato il 20 settembre 1968 in una base militare americana della prefettura di Okinawa, in Giappone, la sua famiglia si trasferì prima in Texas, poi a Bainbridge Island, Washington, dove trascorse la sua infanzia. Da adolescente, Shepherd suonò in numerose punk band formate dai suoi amici; dopo essersi diplomato al liceo, lavorò come carpentiere alla giornata.
Fu coinvolto nella scena grunge in qualità di roadie dei Nirvana; aveva anche una band con Chad Channing, i Tick Dolly Row. Fece un provino per diventare chitarrista dei Nirvana, mentre nel 1989 fece un'audizione come bassista dei Soundgarden, immediatamente dopo l'abbandono di Hiro Yamamoto; inizialmente fu scartato in favore di Jason Everman, il quale rimase nella band solo fino a metà del 1990, finché non fu completato il tour promozionale negli Stati Uniti. Dopo il licenziamento di Everman (per cause tuttora sconosciute), Ben divenne il nuovo bassista dei Soundgarden.
Oltre a suonare semplicemente il basso, Shepherd compose la canzone Somewhere e partecipò nella scrittura di parecchie canzoni contenute in Badmotorfinger, terzo album dei Soundgarden.
Nel 1993, Shepherd e il batterista dei Soundgarden, Matt Cameron, formarono un side-project, chiamato Hater; Ben era il cantante e chitarrista della band e scrisse molte canzoni per l'omonimo album di debutto della band. Poco dopo, fu parzialmente registrato anche il secondo album, The 2nd, ma non fu pubblicato fino al 2005. Durante questa lunga pausa, Shepherd trovò il tempo di completare l'album tra le collaborazioni con i Wellwater Conspiracy (altro side-project di Matt Cameron), la Mark Lanegan Band e altri numerosi artisti.
Nel 1994, uscì Superunknown, quarto album dei Soundgarden, nel quale è stato accreditato della scrittura di testo e musica delle canzoni Half e Head Down.
Nel 1996, i Soundgarden pubblicarono Down on the Upside, nel quale Ben partecipò alla composizione di sei canzoni su sedici, ovvero Zero Chance, Dusty, Ty Cobb, Never Named, Switch Opens e An Unkind. Shepherd dichiarò che scrisse la musica di Never Named da teenager, mentre Ty Cobb fu la prima canzone a uscire come singolo nella quale partecipò nella composizione.
Sempre nel 1996 partecipò anche all'ultimo concerto dei Ramones, suonando insieme alla band Chinese Rock.
Dopo lo scioglimento dei Soundgarden, Ben collaborò alla realizzazione del primo lavoro, Volumes 1 & 2, delle Desert Sessions, suonando il basso.
Nel 2005, formò una band chiamata Unkmongoni (il nome deriva dal verso che Tarzan gridava agli animali per correre ed essere liberi), ma la band non ebbe vita lunga; tuttavia, come già citato, completò e pubblicò The 2nd, secondo album degli Hater.
Nel 2010 i Soundgarden annunciano il loro ritorno e Shepherd è anche lui della partita. Alla fine del tour mondiale la band torna in studio di registrazione e, a distanza di 16 anni da Down on the Upside, pubblica un nuovo album, King Animal (2012).
Shepherd ha una figlia, Ione, e un figlio, Noah; attualmente risiede a Bainbridge Island, il luogo dove è cresciuto nello stato di Washington. È il proprietario del Hazelwood. un bar dalla clientela esclusiva locato a Seattle